# Plagiat199
Plagiat199 — grupa muzyczna grająca mieszankę muzyki ska, punk i reggae, z żeńskim wokalem oraz udziałem sekcji dętej. Zespół powstał pod koniec 1998 roku w Czechowicach-Dziedzicach. Ma na swoim koncie dwie płyty demo „Rozjazdy” (2000) i „Kaszana” (2005) oraz trzy płyty studyjne — „Biały Kaftanik” (2007), „Do przodu…” (2010) i "Terra" (2015).
Zespół występował podczas tras koncertowych Kultu w latach 2008 i 2010,  m.in. w katowickim Spodku, wrocławskiej Hali Ludowej oraz w warszawskiej Stodole. Grał również na Festiwalu w Jarocinie w roku 2009 (duża scena), na przeglądzie Around the Rock w roku 2009 (wyróżnieni trzecim miejscem) i na koncercie finałowym eliminacji do Przystanku Woodstock w roku 2010. W roku 2012 zespół wystąpił w Pokojowej Wiosce Kryszny na Przystanku Woodstock.

## Skład
- Magdalena "Madziara" Czomperlik – wokal,
- Artur Cieślak – puzon i menadżer
- Adam "Kloc" Kotzian – gitara
- Paweł "Góral" Gałysa – gitara
- Marian "Bobas" Sobański – gitara basowa
- Michał Krysta – trąbka
- Tomasz Lukas – perkusja

## Dyskografia
- Rozjazdy
- Kaszana
- Biały kaftanik (2008)
- Do przodu... (premiera 2 października 2010 roku, na płycie gościnnie zaśpiewali Kazik Staszewski i Dr Yry)
- Terra (2015)